# Leschenaultia jurinioides
Leschenaultia jurinioides är en tvåvingeart som först beskrevs av Townsend 1895.  Leschenaultia jurinioides ingår i släktet Leschenaultia och familjen parasitflugor.
Artens utbredningsområde är Jamaica. Inga underarter finns listade i Catalogue of Life.